# Bích Phương
Bùi Thị Bích Phương (sinh ngày 30 tháng 9 năm 1989), thường được biết đến với nghệ danh Bích Phương, là một nữ ca sĩ người Việt Nam. Nổi danh từ mùa thứ ba của cuộc thi Vietnam Idol, cô đã giành được nhiều thành công đáng kể trong suốt sự nghiệp của mình, bao gồm một giải Cống hiến và nhiều giải thưởng khác.

## Tiểu sử và sự nghiệp

### 1989–09: Tiểu sử, trước khi nổi tiếng
Bích Phương sinh ra tại Quảng Ninh, cô theo học thanh nhạc ở trường Cao đẳng văn hóa nghệ thuật và du lịch Hạ Long.

### 2008–10: Khởi đầu vớiThần tượng âm nhạc: Vietnam Idol
Cô từng tham gia Vietnam Idol: Thần tượng Âm nhạc Việt Nam năm 2008 nhưng bị loại ở top 40. Năm 2010, Bích Phương trở lại tham gia Vietnam Idol 2010 và lọt vào top 7. Sau khi cuộc thi kết thúc, cô đã chính thức bước chân vào con đường âm nhạc.

### 2011–13: Thành công vượt bậc vớiChỉ là em giấu đi
Năm 2011, Bích Phương ra mắt ca khúc Có khi nào rời xa. Được mệnh danh là "Thánh nữ nhạc sầu", các bài hát của Bích Phương lúc bấy giờ chủ yếu nói về nỗi buồn của người con gái trong tình yêu đôi lứa. Với giọng hát ấm áp và truyền cảm, những bài hát của Bích Phương đã dần chiếm được nhiều tình cảm của người hâm mộ.
Hai năm sau đó, cô liên tục nhận được đề cử hạng mục "Nữ ca sĩ triển vọng" tại Giải thưởng Làn Sóng Xanh nhưng đều thất bại trước những tên tuổi xuất sắc như Vy Oanh, Đinh Hương.
Năm 2013, Bích Phương cho ra mắt album đầu tay Chỉ là em giấu đi với loạt ca khúc ra mắt trước đó như Em sẽ quên, Vẫn, Có khi nào rời xa, Có lẽ em, Em muốn đã mang về cho cô giải thưởng "Album đứng đầu bảng xếp hạng nhiều tuần nhất" của Zing Music Awards 2013. Ngoài ra, Em muốn cũng lọt top những sản phẩm xuất sắc tại YAN Vpop 20 Awards 2013, tại giải thưởng này, Bích Phương được trao giải "Top 20 ca sĩ" và "Nữ ca sĩ triển vọng của năm".

### 2014–17: Chuyển đổi thể loại âm nhạc và được đón nhận
Năm 2014, Bích Phương bắt đầu phát hành những bài hát nhạc pop có giai điệu vui tươi, ban đầu là Mình yêu nhau đi do Tiên Cookie sáng tác. Tác phẩm giúp cô nhận được 3 giải thưởng trong 7 hạng mục được đề cử tại Zing Music Awards 2014, cô cũng giữ kỷ lục được đề cử nhiều nhất tại giải thưởng trong những năm đó. Hai EP Điều chưa từng nói và Rằng em mãi ở bên lần lượt được phát hành vào ngày 26 tháng 11 năm 2014 và ngày 4 tháng 11 năm 2015, dần cho thấy sự chuyển mình của cô sang dòng nhạc pop thịnh hành và nhạc điện tử.
Năm 2016, bài hát Gửi anh xa nhớ bức phá ngoạn mục và cũng chính nhờ sự đầu tư kỹ lưỡng về nội dung, tác phẩm đã mang về cho Bích Phương giải thưởng Video âm nhạc của năm tại Zing Music Awards 2016 và giải Video âm nhạc ấn tượng của năm tại WeChoice Awards 2016.
Đầu năm 2017, Bích Phương ra mắt ca khúc "Bao giờ lấy chồng?". Với giai điệu vui tươi, nhí nhảnh cùng nội dung kể về nỗi khổ độc thân ngày Tết. Bài hát này của Bích Phương được khán giả – đặc biệt là những cô gái độc thân – chú ý và ủng hộ. EP cùng tên được phát hành vào ngày 16 tháng 1 cùng năm. Sau đó, cô chính thức trở thành giám khảo của Thần tượng âm nhạc nhí: Vietnam Idol Kids (mùa 2) cùng Isaac và Văn Mai Hương tìm ra quán quân xuất sắc Thiên Khôi. Tháng 7 cùng năm, Bích Phương phát hành đĩa đơn mở đường cho album phòng thu thứ hai, có tựa đề Nói thương nhau thì đừng làm trái tim em đau. Nằm trong dự án Việt Nam Việt Nam, video âm nhạc mang đậm bản sắc dân tộc khi được quay ở Bản Giốc, Cao Bằng, tái hiện các phong tục tập quán của người Dao khi tổ chức đám cưới.

### 2018–19: Sự công nhận của công chúng,Dramatic,Bùa yêuvàĐi đu đưa đi
Năm 2018, Bích Phương tiếp tục thử nghiệm với thể loại indie pop. Nằm trong dự án Việt Nam Việt Nam, bài hát Bùa yêu được phát hành vào tháng 5 năm 2018 và nhanh chóng được nhiều thành tích ấn tượng và giúp cô gây ấn tượng mạnh với công chúng dù ra mắt cùng thời điểm với Chạy ngay đi của Sơn Tùng M-TP. Tháng 10 cùng năm, Bích Phương phát hành đĩa đơn thứ 6 từ album Dramatic "Drama Queen". Tháng 11, cô ra mắt cùng lúc bài hát Chị ngả em nâng và album Dramatic. Sau một ngày ra mắt, album đã đạt vị trí quán quân trên bảng xếp hạng iTunes Vietnam. Cuối năm, Bích Phương phát hành đĩa đơn quảng bá cùng Tết Nguyên Đán có tên Chuyện cũ bỏ qua cho nhãn hàng Mirinda. Video đạt 100 triệu lượt xem sau vào tháng 10 cùng năm, trở thành video thứ hai của cô đạt được thành tích này. Tại lễ trao giải Làn Sóng Xanh 2018, Bích Phương cùng Bùa yêu nhận tổng cộng 7 đề cử - dẫn đầu bảng đề cử Làn sóng xanh năm thứ 21, và thắng đến 6 giải.
Năm 2019, Bùa yêu đã mang về cho Bích Phương 2/4 giải thưởng chính của Keeng Young Awards 2018, sau đó, cô tiếp tục thắng Giải thưởng Âm nhạc Cống hiến 2019 cho hạng mục "Video âm nhạc của năm" với MV của ca khúc này. Cô cũng là nữ ca sĩ đầu tiên đạt 1 triệu lượt đăng ký trên trang YouTube cá nhân. Tháng 8 năm 2019, Bích Phương phát hành Đi đu đưa đi. Video âm nhạc đạt tab 1 thịnh hành YouTube sau 20 giờ. Ngày 31 tháng 8 năm 2019, Bích Phương đã chính thức xuất hiện trên sân khấu show diễn V Heartbeat Opening của V Live ở sân vận động Senayan Tennis Indoor Stadium tại Indonesia cùng hai nhóm nhạc Hàn Quốc nổi tiếng Mamamoo và Monsta X.
Tối ngày 26 tháng 11 năm 2019, cô trở thành ca sĩ Việt Nam duy nhất trình diễn tại lễ trao giải AAA 2019 được tổ chức ở sân vận động Mỹ Đình, tại dây, Bích Phương cũng được trao giải "Nghệ sĩ Việt Nam xuất sắc nhất' cùng 2 diễn viên Bảo Thanh và Quốc Trường.

### 2020–nay: Tiếp tục phát triển thị trường quốc tế,Tâm trạng tan hơi chậm một chút,Trạm cảm xúc
Năm 2020, Bích Phương phát hành các đĩa đơn quảng bá Em chào Tết và Tuổi gì chẳng thích lì xì. Đêm hoà nhạc đầu tiên trong sự nghiệp Bích Phương, Do You Wanna Đu được thông báo dự kiến diễn ra vào ngày 20 tháng 2 năm 2020. Tuy nhiên đêm hoà nhạc đã bị hoãn mở bán vì ảnh hưởng của đại dịch COVID-19 tại Việt Nam.  Bích Phương ra mắt bài hát em bỏ bỏ hút thuốc đạt thành tích All Kill. Tháng 5, Bích Phương phát hành đĩa mở rộng Tâm trạng tan hơi chậm một chút.
Ngày 30 tháng 4 năm 2021, hình ảnh của ca sĩ Bích Phương được xuất hiện hoành tráng tại khu vực Quảng trường Thời đại trong chiến dịch EQUAL của Spotify. Cô là một trong số ít nghệ sĩ Việt Nam được xuất hiện tại địa điểm danh tiếng này. Được biết, Spotify đã chọn ca khúc Đi đu đưa đi của Bích Phương và Người hãy quên em đi của Mỹ Tâm trở thành 2 đại diện Việt Nam xuất hiện trong playlist toàn cầu EQUAL nhằm tôn vinh tài năng và âm nhạc của nữ nghệ sĩ khắp nơi trên thế giới. Sau đó, Bích Phương cùng hãng đĩa 1989s Entertainment thực hiện album phòng thu có tựa đề Trạm cảm xúc. Cụ thể, album bao gồm 7 bài hát của 7 nghệ sĩ trong 1989s Entertainment và được phát hành vào đầu tháng 6 tháng 5 năm 2021. Bài hát disco-pop của Bích Phương có tên Đố anh đoán được phát hành vào ngày 26 tháng 5 được chọn làm đĩa đơn mở đường của album.
Ngày 7 tháng 10 năm 2021, Bích Phương đăng tải podcast Nằm Xuống Liu Riu trên Youtube. Sau đó phát hành EP nhạc liu riu với ca khúc chủ đề là "Nằm ngủ emru".
Ngày 8 tháng 3 năm 2024, Bích Phương trở lại với single mới sau thời gian dài "biến mất" khỏi showbiz mang tên "Nâng chén tiêu sầu".

## Tranh cãi
Ngày 27 tháng 10 năm 2019, trong một buổi biểu diễn ở Quảng Ninh, khi Bích Phương đang hát ca khúc "Đi đu đưa đi" thì có một khán giả chạy lên sân khấu giật micro của cô đang hát để thông báo tìm con bị lạc. Sự cố này đã làm lộ ra nền nhạc cô đang sử dụng có ghi sẵn giọng hát. Chiếc micro có phát tiếng cho thấy nữ ca sĩ hát thật, tuy nhiên là hát đè trên nền nhạc có thu sẵn giọng hát. Ngày 11 tháng 11, cô đã cử đại diện tới gặp Sở Văn hóa và thể thao Quảng Ninh nộp bản nhạc nền cô biểu diễn và giải thích do điều kiện kỹ thuật không đảm bảo cô phải dùng cách này để tiếng hát được dày hơn. Sở Văn hóa và thể thao tỉnh Quảng Ninh phạt Bích Phương và đơn vị tổ chức đêm biểu diễn tại Quảng Ninh 9 triệu đồng.

## Danh sách đĩa nhạc

### Album phòng thu
- Chỉ là em giấu đi (2013)
- Dramatic (2018)
- Dưới vòi hoa sen (bị hủy)[20]

## Chương trình
| Năm  | Tựa đề                                            | Vai trò                   |
| ---- | ------------------------------------------------- | ------------------------- |
| 2010 | Thần tượng âm nhạc: Vietnam Idol (mùa 3)          | Thí sinh                  |
| 2011 | Đuổi Hình Bắt Chữ                                 | Người chơi                |
| 2014 | Hát hay hay hát                                   | Khách mời (Tập 22)        |
| 2014 | Bữa trưa vui vẻ                                   | Khách mời (Tập 26/9)      |
| 2014 | Thần tượng âm nhạc Việt Nam (mùa 5)               | Khách mời (Tập 30/3)      |
| 2015 | Ghế đỏ                                            | Khách mời (Tập 24)        |
| 2015 | Chỉ có thể là Yan+                                | Khách mời (Tập 29)        |
| 2016 | Giọng ải giọng ai                                 | Khách mời (Tập 3)         |
| 2016 | Alo Alo                                           | Khách mời (Tập 44)        |
| 2016 | Ca sĩ giấu mặt                                    | Khách mời (Tập 4, Mùa 2)  |
| 2016 | Muôn màu Showbiz                                  | Khách mời (Tập 28)        |
| 2017 | Giọng ải giọng ai (mùa 2)                         | Khách mời (Tập 6)         |
| 2017 | Thần tượng âm nhạc nhí: Vietnam Idol Kids (mùa 2) | Giám khảo                 |
| 2017 | Hát mãi ước mơ                                    | Khách mời (Tập 12, Mùa 1) |
| 2020 | Không cay không về (mùa 2)                        | Khách mời (Tập 10/6)      |
| 2021 | Pích Phương phê phim                              | Dẫn chương trình          |
| 2023 | Hành trình rực rỡ                                 | Thành viên chính          |
| 2023 | Ca sĩ mặt nạ                                      | Cố vấn chính              |
| 2024 | 2 ngày 1 đêm (mùa 3)                              | Khách mời (Tập 61,62)     |
| 2025 | Em xinh "say hi"                                  | Thí sinh                  |

## Giải thưởng

### Quốc tế
| Giải thưởng            | Năm  | Hạng mục                           | Tác phẩm đề cử | Kết quả   | Chú thích |
| ---------------------- | ---- | ---------------------------------- | -------------- | --------- | --------- |
| Asia Artist Awards     | 2019 | Best Vietnamese Artist             | —              | Đoạt giải | [ 21 ]    |
| METUB WebTVAsia Awards | 2019 | Best Dance Music Video of the Year | Đi đu đưa đi   | Đoạt giải | [ 22 ]    |

### Việt Nam
| Giải thưởng                   | Năm  | Hạng mục                                             | Tác phẩm đề cử                                 | Kết quả   | Chú thích         |
| ----------------------------- | ---- | ---------------------------------------------------- | ---------------------------------------------- | --------- | ----------------- |
| Làn Sóng Xanh                 | 2012 | Nữ ca sĩ triển vọng                                  | —                                              | Đề cử     | [ 3 ]             |
| Làn Sóng Xanh                 | 2013 | Nữ ca sĩ triển vọng                                  | —                                              | Đề cử     | [ 4 ]             |
| Làn Sóng Xanh                 | 2014 | Nữ ca sĩ triển vọng                                  | —                                              | Đề cử     | [ 23 ] [ 24 ]     |
| Làn Sóng Xanh                 | 2014 | Đĩa đơn của năm                                      | "Mình yêu nhau đi"                             | Đề cử     | [ 23 ] [ 24 ]     |
| Làn Sóng Xanh                 | 2018 | Nữ ca sĩ của năm                                     | "Bùa yêu"                                      | Đoạt giải | [ 10 ] [ 25 ]     |
| Làn Sóng Xanh                 | 2018 | Ca khúc của năm                                      | "Bùa yêu"                                      | Đoạt giải | [ 10 ] [ 25 ]     |
| Làn Sóng Xanh                 | 2018 | MV của năm                                           | "Bùa yêu"                                      | Đoạt giải | [ 10 ] [ 25 ]     |
| Làn Sóng Xanh                 | 2018 | Bài hát hiện tượng                                   | "Bùa yêu"                                      | Đề cử     | [ 10 ] [ 25 ]     |
| Làn Sóng Xanh                 | 2018 | Sự kết hợp xuất sắc                                  | "Bùa yêu"                                      | Đoạt giải | [ 10 ] [ 25 ]     |
| Làn Sóng Xanh                 | 2018 | Top 10 ca khúc được yêu thích nhất                   | "Bùa yêu"                                      | Đoạt giải | [ 10 ] [ 25 ]     |
| Làn Sóng Xanh                 | 2018 | Top 10 ca sĩ được yêu thích nhất                     | "Bùa yêu"                                      | Đoạt giải | [ 10 ] [ 25 ]     |
| Làn Sóng Xanh                 | 2019 | Nữ ca sĩ của năm                                     | —                                              | Đề cử     | [ 26 ] [ 27 ]     |
| Làn Sóng Xanh                 | 2019 | Ca khúc của năm                                      | "Đi đu đưa đi"                                 | Đề cử     | [ 26 ] [ 27 ]     |
| Làn Sóng Xanh                 | 2019 | Top 10 ca khúc được yêu thích nhất                   | "Đi đu đưa đi"                                 | Đoạt giải | [ 26 ] [ 27 ]     |
| Làn Sóng Xanh                 | 2020 | Nữ ca sĩ của năm                                     | "Em bỏ hút thuốc chưa"                         | Đề cử     | [ 28 ] [ 29 ]     |
| Làn Sóng Xanh                 | 2020 | Ca khúc của năm                                      | "Em bỏ hút thuốc chưa"                         | Đề cử     | [ 28 ] [ 29 ]     |
| Làn Sóng Xanh                 | 2020 | MV của năm                                           | "Em bỏ hút thuốc chưa"                         | Đề cử     | [ 28 ] [ 29 ]     |
| Làn Sóng Xanh                 | 2020 | Sự kết hợp xuất sắc                                  | "Em bỏ hút thuốc chưa"                         | Đề cử     | [ 28 ] [ 29 ]     |
| Làn Sóng Xanh                 | 2020 | Nữ ca sĩ được yêu thích nhất                         | "Em bỏ hút thuốc chưa"                         | Đoạt giải | [ 28 ] [ 29 ]     |
| Làn Sóng Xanh                 | 2020 | Top 10 ca khúc được yêu thích nhất                   | "Em bỏ hút thuốc chưa"                         | Đoạt giải | [ 28 ] [ 29 ]     |
| Làn Sóng Xanh                 | 2021 | Nữ ca sĩ của năm                                     | —                                              | Đề cử     | [ 30 ]            |
| Zing Music Awards             | 2013 | Album của năm                                        | "Chỉ là em giấu đi"                            | Đề cử     | [ 31 ] [ 32 ]     |
| Zing Music Awards             | 2013 | Album đứng đầu nhiều tuần nhất BXH Zing              | "Chỉ là em giấu đi"                            | Đoạt giải | [ 31 ] [ 32 ]     |
| Zing Music Awards             | 2014 | Album đứng đầu nhiều tuần nhất bảng xếp hạng         | "Điều chưa từng nói"                           | Đề cử     | [ 33 ] [ 34 ]     |
| Zing Music Awards             | 2014 | Album đứng đầu nhiều tuần nhất bảng xếp hạng         | "Mình yêu nhau đi"                             | Đề cử     | [ 33 ] [ 34 ]     |
| Zing Music Awards             | 2014 | Ca khúc đứng đầu nhiều tuần nhất bảng xếp hạng       | "Mình yêu nhau đi"                             | Đề cử     | [ 33 ] [ 34 ]     |
| Zing Music Awards             | 2014 | MV đứng đầu nhiều tuần nhất bảng xếp hạng            | "Mình yêu nhau đi"                             | Đoạt giải | [ 33 ] [ 34 ]     |
| Zing Music Awards             | 2014 | Ca khúc của năm                                      | "Mình yêu nhau đi"                             | Đề cử     | [ 33 ] [ 34 ]     |
| Zing Music Awards             | 2014 | MV của năm                                           | "Mình yêu nhau đi"                             | Đề cử     | [ 33 ] [ 34 ]     |
| Zing Music Awards             | 2014 | Ca khúc Pop/Rock được yêu thích                      | "Mình yêu nhau đi"                             | Đoạt giải | [ 33 ] [ 34 ]     |
| Zing Music Awards             | 2014 | Ca khúc được chia sẻ nhiều nhất cộng đồng mạng       | "Mình yêu nhau đi"                             | Đoạt giải | [ 33 ] [ 34 ]     |
| Zing Music Awards             | 2015 | Nữ nghệ sĩ được yêu thích                            | —                                              | Đề cử     | [ 35 ]            |
| Zing Music Awards             | 2015 | Ca khúc đứng đầu nhiều tuần nhất trong bảng xếp hạng | "Vâng anh đi đi"                               | Đề cử     | [ 35 ]            |
| Zing Music Awards             | 2016 | MV của năm                                           | "Gửi anh xa nhớ"                               | Đoạt giải | [ cần dẫn nguồn ] |
| Zing Music Awards             | 2016 | MV đứng đầu tuần nhiều nhất bảng xếp hạng            | "Gửi anh xa nhớ"                               | Đoạt giải | [ cần dẫn nguồn ] |
| Zing Music Awards             | 2016 | Ca khúc được chia sẻ nhiều nhất cộng đồng mạng       | "Gửi anh xa nhớ"                               | Đề cử     | [ cần dẫn nguồn ] |
| Zing Music Awards             | 2017 | Nghệ sĩ của năm                                      | —                                              | Đề cử     | [ 36 ]            |
| Zing Music Awards             | 2017 | Bài hát của năm                                      | "Nói thương nhau thì đừng làm tim em đau"      | Đề cử     | [ 36 ]            |
| Zing Music Awards             | 2017 | MV của năm                                           | "Nói thương nhau thì đừng làm tim em đau"      | Đề cử     | [ 36 ]            |
| Zing Music Awards             | 2017 | Ca khúc Pop/Ballad được yêu thích                    | "Nói thương nhau thì đừng làm tim em đau"      | Đề cử     | [ 36 ]            |
| Zing Music Awards             | 2017 | Nữ ca sĩ được yêu thích                              | —                                              | Đề cử     | [ 36 ]            |
| Vpop 20 Awards                | 2013 | Top 20 ca sĩ                                         | "Em muốn"                                      | Đoạt giải | [ 6 ]             |
| Vpop 20 Awards                | 2013 | Nữ ca sĩ triển vọng của năm                          | —                                              | Đoạt giải | [ 6 ]             |
| Vpop 20 Awards                | 2014 | Top 20 ca sĩ                                         | —                                              | Đoạt giải | [ 37 ]            |
| Vpop 20 Awards                | 2014 | Bài hát xuất sắc nhất                                | "Mình yêu nhau đi"                             | Đề cử     | [ 37 ]            |
| Vpop 20 Awards                | 2014 | Nữ ca sĩ xuất sắc nhất                               | —                                              | Đề cử     | [ 37 ]            |
| Vpop 20 Awards                | 2015 | Top 20 ca sĩ xuất sắc nhất                           | —                                              | Đoạt giải |                   |
| Vpop 20 Awards                | 2015 | Nữ ca sĩ xuất sắc nhất                               | —                                              | Đề cử     |                   |
| Vpop 20 Awards                | 2016 | Top 20 ca khúc của năm                               | "Gửi anh xa nhớ"                               | Đoạt giải | [ 38 ]            |
| Vpop 20 Awards                | 2016 | MV của năm                                           | "Gửi anh xa nhớ"                               | Đề cử     | [ 38 ]            |
| WeChoice Awards               | 2014 | Nữ ca sĩ trẻ của năm                                 | —                                              | Đề cử     | [ 39 ]            |
| WeChoice Awards               | 2015 | Playlist truyền cảm hứng                             | "Rằng em mãi ở bên"                            | Đoạt giải |                   |
| WeChoice Awards               | 2016 | Music Video ấn tượng của năm                         | "Gửi anh xa nhớ"                               | Đoạt giải | [ 40 ]            |
| WeChoice Awards               | 2017 | Music Video ấn tượng của năm                         | "Bao giờ lấy chồng?"                           | Đề cử     | [ 41 ]            |
| WeChoice Awards               | 2018 | Music Video được yêu thích                           | "Bùa yêu"                                      | Đề cử     |                   |
| WeChoice Awards               | 2018 | Ca sĩ có hoạt động đột phá                           | —                                              | Đề cử     | [ 42 ]            |
| WeChoice Awards               | 2019 | Ca sĩ có hoạt động đột phá                           | —                                              | Đề cử     | [ 43 ] [ 44 ]     |
| WeChoice Awards               | 2019 | Music Video của năm                                  | "Đi đu đưa đi"                                 | Đề cử     | [ 43 ] [ 44 ]     |
| WeChoice Awards               | 2020 | Ca sĩ có hoạt động đột phá                           | —                                              | Đề cử     | [ 45 ]            |
| Giải thưởng Âm nhạc Cống hiến | 2017 | Video âm nhạc của năm                                | "Gửi anh xa nhớ"                               | Đề cử     | [ 46 ]            |
| Giải thưởng Âm nhạc Cống hiến | 2017 | Bài hát của năm                                      | "Gửi anh xa nhớ"                               | Đề cử     | [ 46 ]            |
| Giải thưởng Âm nhạc Cống hiến | 2018 | Bài hát của năm                                      | "Nói thương nhau thì đừng làm trái tim em đau" | Đề cử     | [ 47 ]            |
| Giải thưởng Âm nhạc Cống hiến | 2018 | Video âm nhạc của năm                                | "Nói thương nhau thì đừng làm trái tim em đau" | Đề cử     | [ 47 ]            |
| Giải thưởng Âm nhạc Cống hiến | 2019 | Video âm nhạc của năm                                | "Bùa yêu"                                      | Đoạt giải | [ 48 ]            |
| Giải thưởng Âm nhạc Cống hiến | 2019 | Album của năm                                        | "Dramatic"                                     | Đề cử     | [ 48 ]            |
| Giải thưởng Âm nhạc Cống hiến | 2019 | Ca sĩ của năm                                        | —                                              | Đề cử     | [ 48 ]            |
| Keeng Young Awards            | 2017 | Nghệ sĩ xuất sắc nhất                                | —                                              | Đề cử     | [ 22 ]            |
| Keeng Young Awards            | 2017 | Ca khúc của năm                                      | "Bao giờ lấy chồng"                            | Đề cử     | [ 22 ]            |
| Keeng Young Awards            | 2017 | Music Video của năm                                  | "Bao giờ lấy chồng"                            | Đoạt giải | [ 22 ]            |
| Keeng Young Awards            | 2017 | Ca khúc nhạc Pop                                     | "Bao giờ lấy chồng"                            | Đề cử     | [ 22 ]            |
| Keeng Young Awards            | 2017 | Ca khúc nhạc Dance                                   | "Nói thương nhau đừng làm trái tim em đau"     | Đề cử     | [ 22 ]            |
| Keeng Young Awards            | 2017 | Nữ ca sĩ được yêu thích                              | —                                              | Đề cử     | [ 22 ]            |
| Keeng Young Awards            | 2018 | Nghệ sĩ xuất sắc nhất                                | —                                              | Đề cử     | [ 49 ]            |
| Keeng Young Awards            | 2018 | Ca khúc của năm                                      | "Bùa yêu"                                      | Đoạt giải | [ 49 ]            |
| Keeng Young Awards            | 2018 | Music Video của năm                                  | "Bùa yêu"                                      | Đoạt giải | [ 49 ]            |
| Keeng Young Awards            | 2018 | Album của năm                                        | "Dramatic"                                     | Đề cử     | [ 49 ]            |
| Keeng Young Awards            | 2018 | Ca khúc nhạc Pop                                     | "Bùa yêu"                                      | Đề cử     | [ 49 ]            |
| Keeng Young Awards            | 2018 | Nữ ca sĩ được yêu thích                              | —                                              | Đề cử     | [ 49 ]            |
| Elle Style Awards             | 2018 | Nữ ca sĩ phong cách của năm                          | —                                              | Đề cử     |                   |

Ghi chú
1. ↑  Tính tất cả các đề cử của top 20, top 10, top 5
2. ↑  Tên cũ là YAN Vpop 20 Awards